# جيليان ناب
جيليان ناب هي أستاذة العلوم الفلكية بجامعة برينستون، وهي زميلة كلية في كلية ويتمان، شاركت في استطلاع دراسة مسح سلووان الرقمي للسماء وهي عضو نشط في الاتحاد الفلكي الدولي.
حصلت جيليان على جائزة الرئاسة للتميز في العلوم والرياضيات والتوجيه الهندسي في عام 2018 في عملها، المتمثل في جلب مواد الدورة التدريبية على مستوى الكلية إلى نزلاء السجون كجزء من مبادرة تعليم السجون، والتي شاركت في تأسيسها في عام 2005 إلى جانب علماء الفيزياء الفلكية برينستون كرومهولز وجيني جرين.
وهي متزوجة من عالم الفلك جيمس إي جون.